# Liste der Monuments historiques in Les Thons
Die Liste der Monuments historiques in Les Thons führt die Monuments historiques in der französischen Gemeinde Les Thons auf.

## Liste der Immobilien
| Bezeichnung         | Beschreibung           | Standort                             | Kennzeichnung | Schutzstatus   | Datum     | Bild           |
| ------------------- | ---------------------- | ------------------------------------ | ------------- | -------------- | --------- | -------------- |
| Franziskanerkloster | ab dem 15. Jahrhundert | Le Petit Thon, rue du Couvent (Lage) | PA00107304    | Inscrit Classé | 1945 1980 | weitere Bilder |

## Liste der Objekte
| Bezeichnung                                         | Beschreibung                                   | Standort                                                | Kennzeichnung | Schutzstatus | Datum | Bild |
| --------------------------------------------------- | ---------------------------------------------- | ------------------------------------------------------- | ------------- | ------------ | ----- | ---- |
| Relief Wurzel Jesse                                 | Stein, farbig gefasst, 15. Jahrhundert         | Le Petit Thon, in der Kirche St-Pancrace (Lage)         | PM88000926    | Classé       | 1908  |      |
| Relief Petrus                                       | Stein, 15. Jahrhundert                         | Le Grand Thon, in der Kirche St-Pierre-aux-Liens (Lage) | PM88000924    | Classé       | 1964  |      |
| Skulptur Heilige Katharina                          | Stein, 16. Jahrhundert                         | Le Grand Thon, in der Kirche St-Pierre-aux-Liens (Lage) | PM88000925    | Classé       | 1964  |      |
| Skulpturengruppe Madonna mit Kind und zwei Stiftern | Stein, farbig gefasst, 15. Jahrhundert         | Le Petit Thon, in der Kirche St-Pancrace (Lage)         | PM88000927    | Classé       | 1908  |      |
| Skulptur Heiliger Adrian                            | Stein, 16. Jahrhundert                         | Le Petit Thon, in der Kirche St-Pancrace (Lage)         | PM88000931    | Classé       | 1967  |      |
| Skulptur Madonna mit Kind                           | Stein, 14. Jahrhundert                         | Le Grand Thon, in der Kirche St-Pierre-aux-Liens (Lage) | PM88000923    | Classé       | 1927  |      |
| Pietà                                               | Stein, farbig gefasst, 16. Jahrhundert         | Le Petit Thon, in der Kirche St-Pancrace (Lage)         | PM88000928    | Classé       | 1908  |      |
| Relief Susanna im Bade                              | Stein, Anfang des 16. Jahrhunderts             | Le Petit Thon, in der Kirche St-Pancrace (Lage)         | PM88000929    | Classé       | 1947  |      |
| Skulptur Madonna mit Kind                           | Stein, ehemals farbig gefasst, 16. Jahrhundert | Le Petit Thon, in der Kirche St-Pancrace (Lage)         | PM88000930    | Classé       | 1967  |      |